# 兴参镇
兴参镇，是中华人民共和国吉林省白山市抚松县下辖的一个乡镇级行政单位。

## 行政区划
兴参镇下辖以下地区：
兴参社区、兴参村、兴华村、阳岔村、东兴村、平安村、兴盛村、榆树村、西南岔村、二道沟村、丰收村、头道沟村和顺兴村。